# یازوو
یازوو (به لهستانی: Jazów) یک روستا در لهستان است که در گمینا گوبین واقع شده‌است.